# لیپلیان
لیپجان (به صربی: Липљан) شهری در منطقه پریشتینا کشور کوزوو است که در سرشماری سال ۲۰۱۱ میلادی، ۵۷٬۴۷۴ نفر جمعیت داشته‌است.